# Evelyn Baldwin
Evelyn Briggs Baldwin (Springfield, 22 luglio 1862 – Washington, 25 ottobre 1933) è stato un esploratore statunitense.
Negli anni '90 del XIX secolo seguì Robert Edwin Peary nelle sue spedizioni artiche. Nel 1901 raggiunse, nel corso di una spedizione finanziata da William Ziegler, la terra di Francesco Giuseppe.